# Mirko Mihić
Mirko Mihić (Tuzla, 24 luglio 1965) è un ex calciatore jugoslavo, bosniaco dal 1991, di ruolo attaccante.